# Mankind Project
Pour les articles homonymes, voir Mankind.
Le Mankind Project (MKP) est un organisme à but non lucratif qui propose des stages de formation visant à aider les hommes à accepter leurs émotions.
L’organisation est créée aux États-Unis en 1984 par Bill Kauth, Ron Hering et Rich Tosi, en s’inspirant du mouvement mythopoétique et des travaux de Robert Bly. Pour en faire partie, les participants doivent effectuer un weekend de formation initiatique, le « New Warrior Training Aventures » (en français « Aventure initiatique du nouveau guerrier »). En 2020, elle revendique 70 000 participants.
L'organisation est régulièrement décrite comme masculiniste,,, et est comparée à une secte.
En France, elle est suspectée de dérives sectaires par la Mission interministérielle de vigilance et de lutte contre les dérives sectaires.

## Historique
Le MKP fait partie des mouvements pour les droits des hommes appelés « mythopoétiques », inspirés par Robert Bly, focalisés sur l'introspection de chacun, et sur les problématiques interpersonnelles liées à la masculinité.
Dans les années 1970, Robert Bly professe le besoin pour les hommes de renouer avec leur part féminine et de célébrer les qualités dites féminines pour atteindre une harmonie entre les sexes. Robert Bly s’inspire de la psychanalyse de Jung et affirme la nécessité de développer des figures mythiques qui servent de modèles aux hommes. Selon Edouard Leport, auteur d’une thèse de doctorat soutenue en 2020, Bly altère cependant rapidement son discours vers une culpabilisation des femmes, selon lui responsables des maux des hommes, discours repris plus tard dans les activités organisées par le MKP.
En 1984, le psychothérapeute Bill Kauth, le professeur d'université Ron Hering et l’ancien Marine Rich Tosi créent le New Warrior Network (en français « Réseau du nouveau guerrier »), en s’appuyant sur les travaux de Robert Bly et en réaction, selon ses fondateurs, à la seconde vague féministe,,. Il n’est possible de faire partie du réseau qu’en participant à la formation intensive « New Warrior Training Adventure » (NWTA ; en français : « Aventure initiatique du nouveau guerrier »),,. Celle-ci vise, entre autres, à développer de nouveaux comportements basés sur les valeurs d'authenticité, de responsabilité et de leadership. Les participants explorent la colère, l'anxiété ou le manque de direction dans leur vie.
En 1993, Ron Hering déclare que l’objectif des sessions est de « surmonter l’homophobie, apprendre à exprimer ses émotions, à pleurer et à faire confiance ». Bill Kauth met en place dans les années 1990 des formations plus longues, dont une « formation d’intégration » qui dure une nuit par semaine pendant 10 à 12 semaines, et qui peut faire l'objet d'un suivi ou support ultérieur.
En 2019, selon l’association, plus de 65 000 hommes ont participé au programme depuis sa création, et plus de 1 000 groupes de support ont été créés.

## Fonctionnement
Les informations sur le fonctionnement des ateliers du MKP, intitulés « New Warrior Training Aventures (NWTA), sont limités du fait que les organisateurs et participants invoquent la confidentialité, officiellement pour préserver le mystère de l’initiation et éviter des attentes préconçues de la part des participants,. Les NWTA visent à aider les hommes à accepter leurs émotions et développer une nouvelle vision d’eux-mêmes basée sur l’authenticité et la redevabilité.
Le format typique du NTWA est une retraite de 48 heures sur un weekend, encadrée par des formateurs issus de l’organisation, pour un coût autour de 500 $ par personne,,. Les participants sont isolés du monde extérieur et ont des interactions entre eux et les encadrants via une initiation, des discussions de groupes, des jeux et d’autres activités,. Certains de ces weekends, les « Gateway », sont destinés spécifiquement aux hommes GBTQ. Selon l’association, en comptant l’encadrement, 90 % des participants à ces Gateways y sont gay, bisexuels, transgenres, queer ou en questionnement. Les stages et formations sont organisés dans des centres du MKP qui sont libres de choisir leurs prix ; certains proposent des bourses ou encouragent des membres du mouvement à sponsoriser des participants.
À l’issue du weekend, les participants sont invités à une formation de 8 semaines — à raison d’un jour par semaine — destinée à les aider à intégrer les apprentissages de l’atelier dans leur vie quotidienne. Ils sont également encouragés à former ou rejoindre des groupes de support mutuel (i-groups pour integration groups), dans lesquels ils effectuent un travail d'introspection en continuité avec la formation initiale,,.

## Implantation
En 2009, l’association est présente dans 9 pays. En 2022, elle déclare être présente dans 21 pays.

## Affiliations
Le MKP est affilié avec des groupes de formation similaires :
- Becoming a man (BAM)[22],[23]
- Inner circle foundation[12]

## Impact
Plusieurs études menées par des membres de la direction et des participants du Mankind Project — visant à le soutenir et à lui donner une légitimité scientifique — font état de résultats positifs concernant la tenue des week-end, contrairement aux études sur le discours, où les résultats sont moins flatteurs. Ainsi, l'une de ces études porte sur l'impact du week-end d'initiation sur 293 hommes ayant participé à 45 différents week-ends entre 2006 et 2009. Elle conclut à une amélioration de l'humeur, une réduction de la dépression et une relation plus apaisée aux femmes. Une autre étude, menée par Goll (2005-2006) relève des effets positifs sur la « réalisation de soi » et la « maturité spirituelle ». Burke, Maton, Mankowski et Anderson (2014) observent des changements positifs sur les croyances, le niveau de satisfaction; ainsi qu'une réduction de la dépression et des conflits hommes-femmes. Les changements portent sur une période de deux ans post-week-end.
Certains principes du MKP ont été appliqués dans des prisons américaines dans le cadre du projet Freedom Within Prison, encourageant les détenus à travailler sur leurs émotions,. Un article de recherche publié dans l’American Journal of Community Psychology (en) en 2010 relève des effets positifs sur les prisonniers ayant participé au projet,.
Concernant l'analyse du corpus théorique, un article publié en 2000 dans Men and Masculinities fait état de réelles différences entre le Mankind Project et le suprémacisme blanc, mais y trouve un certain nombre de points communs : essentialisation du genre, victimisation à tort des hommes, dénonciation d'une démasculinisation de la société attribuée aux femmes, et finalement, elle analyse ce discours comme une opposition aux mouvements des droits civils et des droits des femmes, dans une tentative de réassoir l'autorité des hommes sur les femmes,.

## Critiques et controverses

### Masculinisme
L'organisation appartient à la sphère des mouvements masculinistes,,,,,,.

### Tendances sectaires
Les critiques les plus virulents du MKP comparent ses activités à celles d’une secte, ce dont l’association se défend. L'activiste anti-secte Rick Alan Ross (en) affirme que le ManKind Project semble utiliser des méthodes de contrôle mental, comme la limitation du temps de sommeil et de la nourriture des participants, ou encore l'isolation du monde extérieur, les injonctions au secret et l'intimidation. Du fait du secret qui entoure ses formations, l’organisation a également été comparée au New Age ou à des pratiques proches des sectes. Le MKP répond qu'il n'a pas les caractéristiques d'une secte telle que communément définie, comme le fait d'avoir un chef charismatique unique ou de séparer les gens du monde extérieur.
En France, l'association — créée en 1999 — est surveillée par la Miviludes,,,. Elle a constaté des « comportements dangereux et violents » à l’issue des stages, « notamment à l'encontre des femmes des membres de l'association ». La Miviludes a reçu trois signalements au sujet de l’association Mankind Project France en 2020 et dix en 2021,,.

### Mort de Michael Scinto
En 2005 un Américain âgé de 29 ans, Michael Scinto se suicide quinze jours après avoir participé à l'« Aventure initiatique du nouveau guerrier » en juillet 2005 sur conseil de son mentor aux Alcooliques anonymes, lui-même membre du MKP. Ses parents intentent un procès à l'organisation, qu'ils considèrent responsable du suicide de leur fils.
Deux jours après son retour de la retraite organisée par le ManKind Project, Scinto se rend à l'hôpital Ben Taub pour chercher de l'aide psychiatrique. Trois jours après sa sortie de l’hôpital, Il envoie alors une lettre au bureau du shérif dans laquelle il accuse l’organisation d’enlèvement et détaille les rituels et activités dont il a été témoin. Deux semaines après le weekend de formation, alors qu’il était sobre depuis 16 mois, il recommence à prendre des drogues et de l'alcool, puis se suicide.
Les parties signent un accord en 2008, dont les termes n'ont pas été rendus publics, même si une copie des documents du procès est mis en ligne par Warren Throckmorton, révélant une partie de l'accord conclu qui est alors repris dans la presse,.

### Note
- (en) Cet article est partiellement ou en totalité issu de l’article de Wikipédia en anglais intitulé « The ManKind Project » (voir la liste des auteurs).